# Sobolevski
Sobolevski (del ruso: Соболевский) es un posiólok del raión de Slaviansk del krai de Krasnodar, en el sur de Rusia. Está situado en los arrozales situados entre los distributarios del delta del Kubán, en la margen derecha de este río, 17 km al suroeste de Slaviansk-na-Kubani y 83 km al oeste de Krasnodar, la capital del krai. Tenía 4 habitantes en 2010.
Pertenece al municipio Prikubánskoye.

## Historia
El nombre de la localidad deriva del apellido de la primera familia establecida aquí. En la década de 1930 se estableció el koljós im. Voroshilova, que en la década de 1950 sería incluido en el koljós XXII siezda Kommunisticheskaya Partiya Sovetskogo Soyuza.